# Contre-la-montre féminin aux championnats d'Europe de cyclisme sur route 2018
Le contre-la-montre féminin des championnats d'Europe de cyclisme sur route 2018 a lieu le 8 août 2018 à Glasgow, en Écosse. Il est remporté par la Néerlandaise Ellen van Dijk.

## Favorites
Ellen van Dijk, vainqueur sortante, est favorite pour sa propre succession. Annemiek van Vleuten étant absente, les autres favorites sont : Anna van der Breggen, Lisa Brennauer, Trixi Worrack, Pernille Mathiesen, Elisa Longo Borghini, Ann-Sophie Duyck et Hayley Simmonds.

## Récit de la course
La course se dispute sous la pluie. Ellen van Dijk s'impose avec seulement deux secondes d'avance face à Anna van der Breggen. Trixi Worrack complète le podium. À noter, la performance de la Française Audrey Cordon-Ragot qui se classe quatrième,.

## Classement
| \| Classement général \| Classement général \| Classement général \| Classement général \| Classement général \| \| Coureuse \| Coureuse \| Pays \| Équipe \| Temps \| \| ------------------ \| -------------------- \| ------------------ \| ------------------ \| ------------------ \| \| 1re \| Ellen van Dijk \| Pays-Bas \| Pays-Bas \| 41 min 39 s \| \| 2e \| Anna van der Breggen \| Pays-Bas \| Pays-Bas \| + 2 s \| \| 3e \| Trixi Worrack \| Allemagne \| Allemagne \| + 1 min 09 s \| \| 4e \| Audrey Cordon-Ragot \| France \| France \| + 1 min 56 s \| \| 5e \| Pernille Mathiesen \| Danemark \| Danemark \| + 2 min 09 s \| \| 6e \| Elisa Longo Borghini \| Italie \| Italie \| + 2 min 12 s \| \| 7e \| Eugenia Bujak \| Slovénie \| Pologne \| + 2 min 21 s \| \| 8e \| Hayley Simmonds \| Royaume-Uni \| Grande-Bretagne \| + 2 min 28 s \| \| 9e \| Ann-Sophie Duyck \| Belgique \| Belgique \| + 2 min 29 s \| \| 10e \| Lotta Lepistö \| Finlande \| Finlande \| + 2 min 39 s \| |                      |             |                 |              |
| |                      |             |                 |              |
| Source : ProCyclingStats |                      |             |                 |              |
| Classement général |                      |             |                 |              |
| Coureuse | Coureuse             | Pays        | Équipe          | Temps        |
| 1re | Ellen van Dijk       | Pays-Bas    | Pays-Bas        | 41 min 39 s  |
| 2e | Anna van der Breggen | Pays-Bas    | Pays-Bas        | + 2 s        |
| 3e | Trixi Worrack        | Allemagne   | Allemagne       | + 1 min 09 s |
| 4e | Audrey Cordon-Ragot  | France      | France          | + 1 min 56 s |
| 5e | Pernille Mathiesen   | Danemark    | Danemark        | + 2 min 09 s |
| 6e | Elisa Longo Borghini | Italie      | Italie          | + 2 min 12 s |
| 7e | Eugenia Bujak        | Slovénie    | Pologne         | + 2 min 21 s |
| 8e | Hayley Simmonds      | Royaume-Uni | Grande-Bretagne | + 2 min 28 s |
| 9e | Ann-Sophie Duyck     | Belgique    | Belgique        | + 2 min 29 s |
| 10e | Lotta Lepistö        | Finlande    | Finlande        | + 2 min 39 s |